# Josef Paar
Josef „Sepp“ Paar (ur. 6 marca 1913 w Piding, zm. 21 września 1997 tamże) – niemiecki zapaśnik walczący w obu stylach. Olimpijczyk z Berlina 1936, gdzie zajął szóste miejsce w wadze półśredniej, w stylu wolnym.
Wicemistrz Europy w 1935 roku.
Mistrz Niemiec w 1948 i 1949; trzeci w 1935 w stylu klasycznym. Zwycięzca w stylu wolnym w 1936 i 1937 roku.

## Letnie Igrzyska Olimpijskie 1936
| Konkurencja      | Rundy eliminacyjne  | Rundy eliminacyjne      | Rundy eliminacyjne     | Rundy eliminacyjne   | Klas. końcowa |
| Konkurencja      | Przeciwnik I        | Przeciwnik II           | Przeciwnik III         | Przeciwnik IV        | Miejsce       |
| ---------------- | ------------------- | ----------------------- | ---------------------- | -------------------- | ------------- |
| 72 kg styl wolny | John O’Hara (AUS) Z | Thure Andersson (SWE) Z | Jaakko Pietilä (FIN) Z | Jean Jourlin (FRA) P | 6.            |